# عبد الله إرجان
عبد الله إرجان (بالتركية: Abdullah Ercan)‏ (مواليد 8 ديسمبر 1971) هو لاعب كرة قدم. يلعب مع منتخب تركيا لكرة القدم. سبق له أن لعب في كأس العالم لكرة القدم مع منتخب بلاده.

## روابط خارجية
- عبد الله إرجان على موقع الاتحاد الدولي (مؤرشف)  (الإنجليزية)
- عبد الله إرجان على موقع اتحاد تركيا (لاعب) (الإنجليزية)
- عبد الله إرجان على موقع اتحاد تركيا (مدرب) (الإنجليزية)
- عبد الله إرجان على موقع قاعدة بيانات كرة القدم.إي يو (الإنجليزية)
- عبد الله إرجان على موقع ناشيونال فوتبول تيمز (الإنجليزية)
- عبد الله إرجان على موقع عالم كرة القدم.نت (الإنجليزية)